# Junto Taguchi
Junto Taguchi (田口 潤人 Taguchi Junto?), född 28 september 1996 i Aichi prefektur, är en japansk fotbollsspelare.
Taguchi började sin karriär 2015 i Yokohama F. Marinos. 2017 flyttade han till Fujieda MYFC. Han spelade 21 ligamatcher för klubben. Efter Fujieda MYFC spelade han för Albirex Niigata och FC Ryukyu.